# FK Fatran Dolná Tižina
FK Fatran Dolná Tižina là một câu lạc bộ bóng đá Slovakia đến từ Dolná Tižina. Hiện tại đội bóng thi đấu ở Majstrovstvá regiónu.

## Màu sắc và huy hiệu
Màu sắc của đội bóng là xanh dương và trắng hoặc vàng-trắng.